# 莱比锡大街

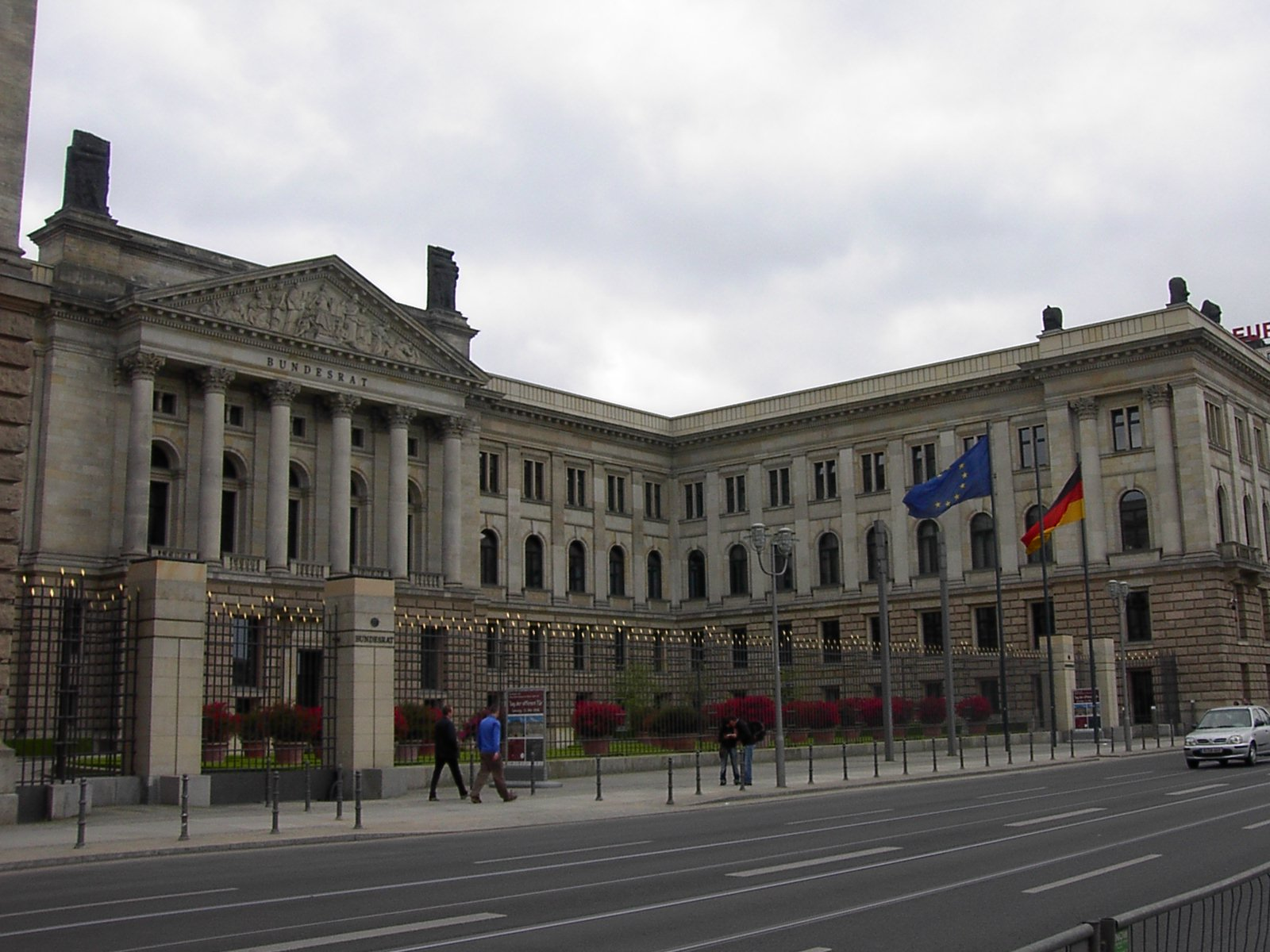
德国国会上院

莱比锡大街（德語：Leipziger Straße）是德国首都柏林市中心的一条街道，东西走向，从波茨坦广场到Spittel市场。其西端的莱比锡广场更东面是帝国邮政总局。
莱比锡大街出现于大约1700年，当时波茨坦广场称为波茨坦门，是柏林城墙西面的城门之一。这条街从城门通往 Spittel市场。莱比锡广场得名于1815年，以庆祝盟国莱比锡战役中战胜法国，但是莱比锡大街从起初就是这个名字，因为它是通往莱比锡的皇家道路。
这条街靠近东端有耶路撒冷教堂，是柏林最古老的教堂之一，起源于15世纪后期，这座教堂在二战的盟军轰炸中严重受损。1961年，德意志民主共和国政府拆除了废墟。
1933-1936年，赫尔曼·戈林在威廉大街转角处的莱比锡大街7号主持兴建了帝国空军部大楼。1949年以后，莱比锡大街位于德意志民主共和国境内，成为东德部长会议总部。今天，德国财政部设在其内。
今天德国国会上院所在的建筑，兴建于1899-1903年，原是德意志帝国内普鲁士王国上议院。
莱比锡大街上的其他建筑还有Bundesministerium für Post und Telekommunikation，以及保加利亚和新西兰大使馆。
由于很有“苏联味道”，2004年，美国电影“谍影重重3”俄罗斯首都莫斯科的一场疯狂街头追逐战的场景就是在莱比锡大街拍摄的。